# La Calmette
La Calmette este o comună în departamentul Gard din sudul Franței. În 2009 avea o populație de 1.942 de locuitori.

## Evoluția populației
| An        | 1975 | 1982 | 1990  | 1999  | 2006  | 2009  |
| --------- | ---- | ---- | ----- | ----- | ----- | ----- |
| Populație | 710  | 893  | 1.318 | 1.635 | 1.928 | 1.942 |